# Diskordans (geologi)
Diskordans (från franskans discordance = brist på överstämmelse, ur latinets discordo= inte överensstämma) är inom geologin namnet på ett skarpt avbrott i en lagerföljd, där ett geologiskt lager genom störning inte bildar en hel lagerföljd utan bildar vinklar mot över- och underliggande lager.